# Andrena laurivora
Andrena laurivora är en biart som beskrevs av Warncke 1974. Andrena laurivora ingår i släktet sandbin, och familjen grävbin. Inga underarter finns listade i Catalogue of Life.